# Popestar
Popestar – minialbum szwedzkiego zespołu muzycznego Ghost. Wydawnictwo ukazało się 16 września 2016 roku nakładem wytwórni muzycznych Spinefarm Records i Loma Vista Recordings.
Album dotarł do 16. miejsca listy Billboard 200 w Stanach Zjednoczonych sprzedając się w nakładzie 20 tys. egzemplarzy w przeciągu tygodnia od dnia premiery.

## Lista utworów
Opracowano na podstawie materiału źródłowego.
1. „Square Hammer” – 03:59
2. „Nocturnal Me” – 05:14 (cover Echo & the Bunnymen)
3. „I Believe” – 04:06 (cover Simian Mobile Disco)
4. „Missionary Man” – 03:43 (cover Eurythmics)
5. „Bible” – 06:35 (cover Imperiet)

## Listy sprzedaży
| Lista                   | Kraj              | Pozycja |
| ----------------------- | ----------------- | ------- |
| Billboard 200           | Stany Zjednoczone | 16      |
| UK Albums Chart         | Wielka Brytania   | 85      |
| Suomen virallinen lista | Finlandia         | 12      |
| IFPI Greece             | Grecja            | 17      |